# Zichow
Zichow est une commune allemande de l'arrondissement d'Uckermark, Land de Brandebourg.

## Géographie
Le bois de Zichow est un secteur protégé.
La commune comprend les quartiers de Fredersdorf, Golm et Zichow.
| Gramzow |            | Casekow |
|         | Zichow     | Passow  |
|         | Angermünde |         |

Zichow se trouve sur la Bundesstraße 166.

## Histoire
Zichow est mentionné pour la première fois en 1288 sous le nom de Tzikow dans un document de l'abbaye de Gramzow. Pour faire à la présence slave, la colonisation germanique fait bâtir un château fort.
Fredersdorf est mentionné pour la première fois en 1580. En 1678, 40 huguenots s'installent à Fredersdorf et fondent leur propre paroisse.
Golm est mentionné en 1354 pour la première fois dans les négociations entre Louis VI le Romain et le duc Barnim IV de Poméranie.
Le 31 décembre 2001, Fredersdorf, Golm et Zichow fusionnent.

## Démographie
| Année | Nombre d'habitants |
| ----- | ------------------ |
| 1875  | 433                |
| 1890  | 393                |
| 1910  | 469                |
| 1925  | 477                |
| 1933  | 386                |
| 1939  | 402                |
| 1946  | 658                |
| 1950  | 705                |

| Année | Nombre d'habitants |
| ----- | ------------------ |
| 1964  | 568                |
| 1971  | 534                |
| 1981  | 479                |
| 1985  | 436                |
| 1989  | 389                |
| 1990  | 383                |
| 1991  | 389                |
| 1992  | 378                |
| 1993  | 371                |
| 1994  | 367                |

| Année | Nombre d'habitants |
| ----- | ------------------ |
| 1995  | 367                |
| 1996  | 363                |
| 1997  | 363                |
| 1998  | 363                |
| 1999  | 373                |
| 2000  | 366                |
| 2001  | 664                |
| 2002  | 657                |
| 2003  | 644                |
| 2004  | 645                |

| Année | Nombre d'habitants |
| ----- | ------------------ |
| 2005  | 641                |
| 2006  | 644                |
| 2007  | 625                |
| 2008  | 645                |
| 2009  | 611                |
| 2010  | 617                |
| 2011  | 628                |
| 2012  | 632                |
| 2013  | 610                |
| 2014  | 609                |

| Année | Nombre d'habitants |
| ----- | ------------------ |
| 2015  | 583                |
| 2016  | 566                |
| 2017  | 565                |